# اللاهون
اللاهون (به عربی: اللاهون) یک منطقهٔ مسکونی در مصر است که در استان فیوم واقع شده‌است. براساس آمارگیری سال ۲۰۰۶ جمعیت این روستا به‌طور کلی و رویهم رفته ۱۵۳۰۶ نفر بوده‌است، از این میزان ۷۹۶۷ نفر مرد و ۷۳۳۹ نفر زن بوده‌است.

## آثار تاریخی

### هرم اللاهون
در این روستا یک هرم وجود دارد که آن را سنوسرت دوم یکی از پادشاهان خاندان دوازدهم سلطنت بنا نموده‌است. این ساختمان (هرم) از خشتهای پخته شده (آجر) ساخته شده‌است که با سنگ‌های جلا داده شده پوشانده شده‌است، ارتفاع این هرم بالغ بر ۴۸ متر و طول قاعده آن ۱۰۶ متر می‌باشد، ورودی این هرم در سمت جنوبی هرم قرار دارد و در ۲۲ کیلومتری شهر فیوم است، این ساختمان بر روی یک بلندی و برآمدگی به ارتفاع ۱۲ متر ساخته شده‌است. درب این هرم توسط دانشمند انگلیسی فلندرز پتری در سال ۱۸۸۹ باز شد، وی در این هرم توانست به یک نگین طلایی منحصر به فرد دست پید آکند که در ایام قدیم بربالای تاج پادشاه قرار می‌گرفت و الان این نگین در موزه مصر نگهداری می‌شود، وی همچنین مقبره شاهزاده «سات حاتحور» را در کنار این هرم کشف نمود. همچنین گنجینه‌های این شاهزاده در موزه مصر نگهداری می‌گردد.

### قبرستان اللاهون
در نزدیکی این هرم مقبره مهندس هرم (انبی) قرار دارد و در سمت جنوب آن تعداد ۹ ساختمان کم ارتفاع قرار دارد که این بناها مقبره‌های خاندان سلطنتی می‌باشند منجمله مقبره «سات حاتحورات ایونت».

### شهر کارگران اللاهون - کاهون
در اطراف، «هرم سنوسرت» دوم قرار دارد، این مکان یکی از قدیمی‌ترین اماکن در مصر می‌باشد که هنوز آثار تاریخی آن باقیمانده و واضح می‌باشد.

### قبر مکت
در روستای اللاهون یک مقبره قرار دارد که گفته می‌شود مربوط به مکت از خاندان دوازدهم سلطنت بوده‌است.

### پایه و زیربنای دو مجسمه
در فاصله ۷ کیلومتری شهر فیوم در روستای «بیهمو» دوپایه و زیربنای ساخته شده از سنگهای جلا داده شده قرار دارد، این دو را شاه «امنمحات دوم» برای قرار دادن دو مجسمه بزرگ از خودش و همسرش در حال تماشای دریاچه مویس قدیمی (قارون) هستند، ساخته‌است. ارتفاع این دو مجسه بالغ بر۳۰ متر و ارتفاع این دوپایه و زیربنا ۴ متر بوده‌است.

## نگارخانه

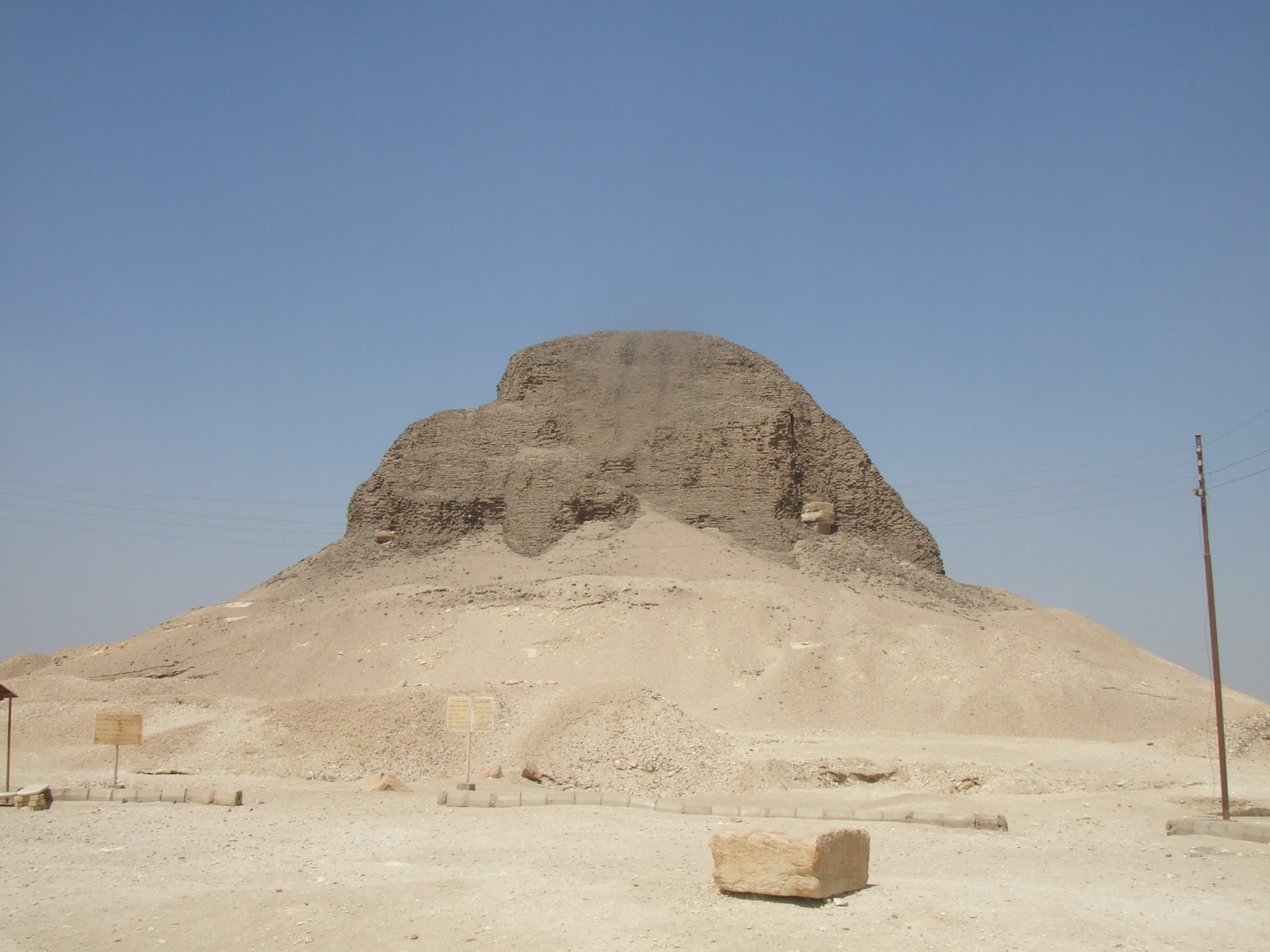
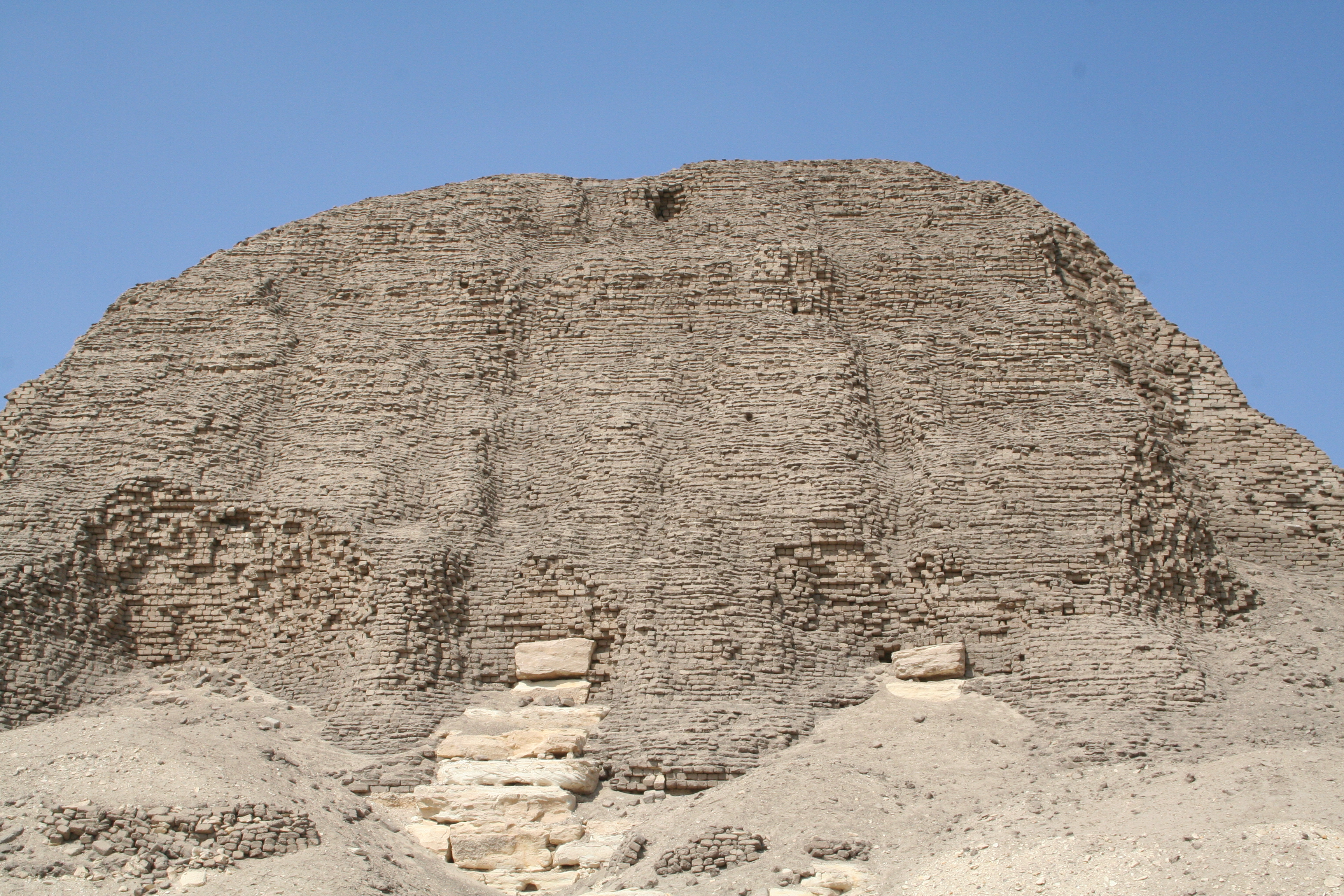
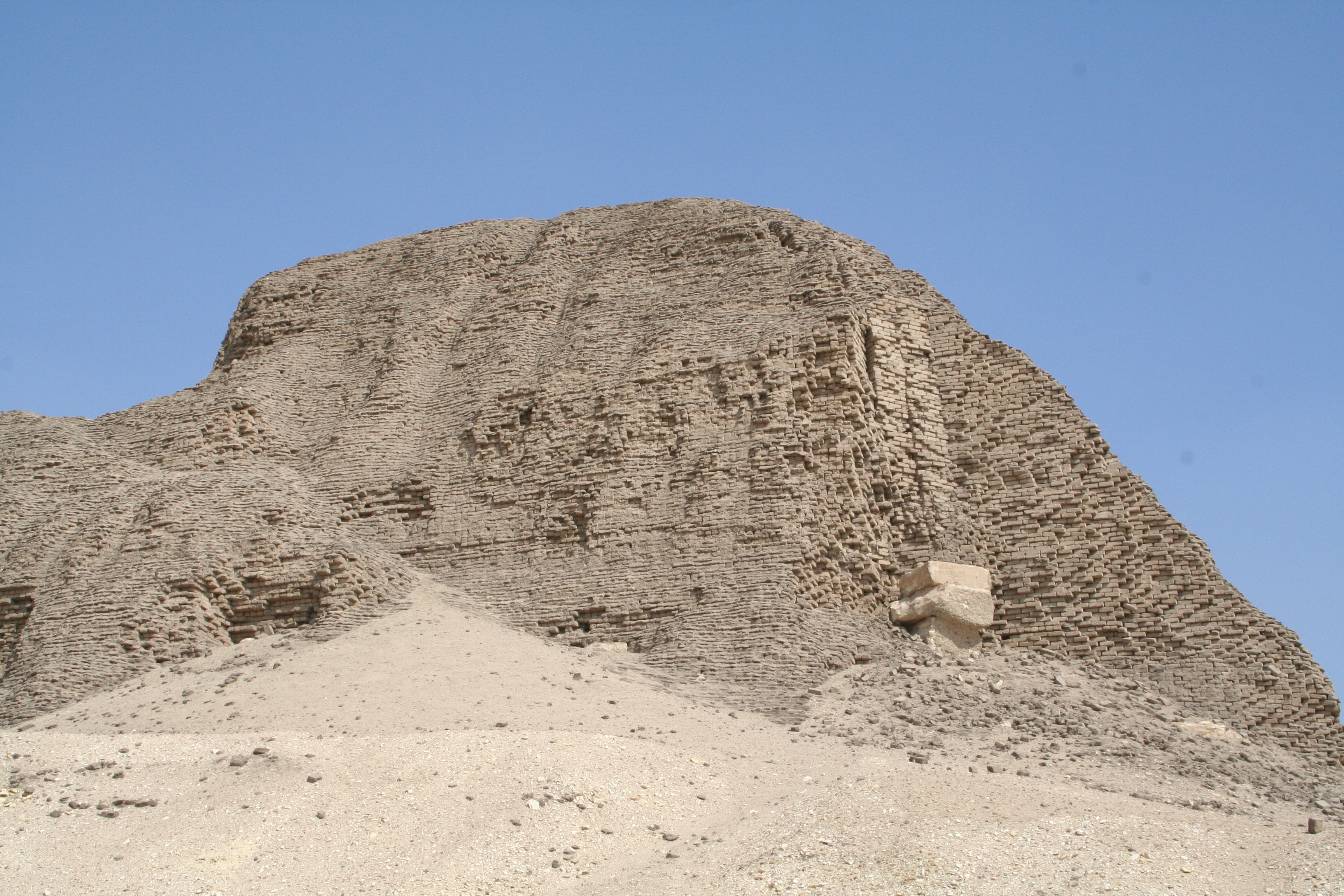
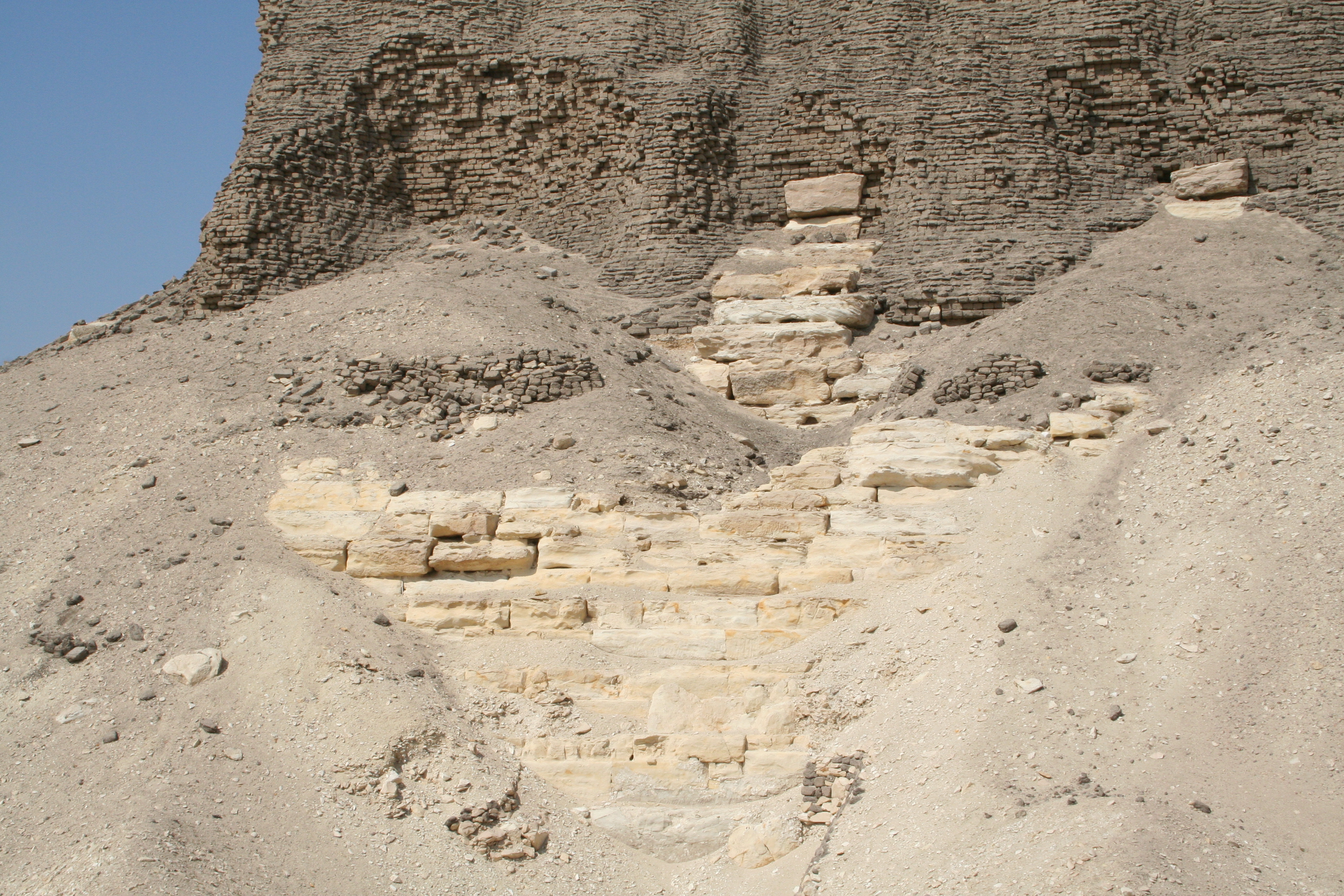
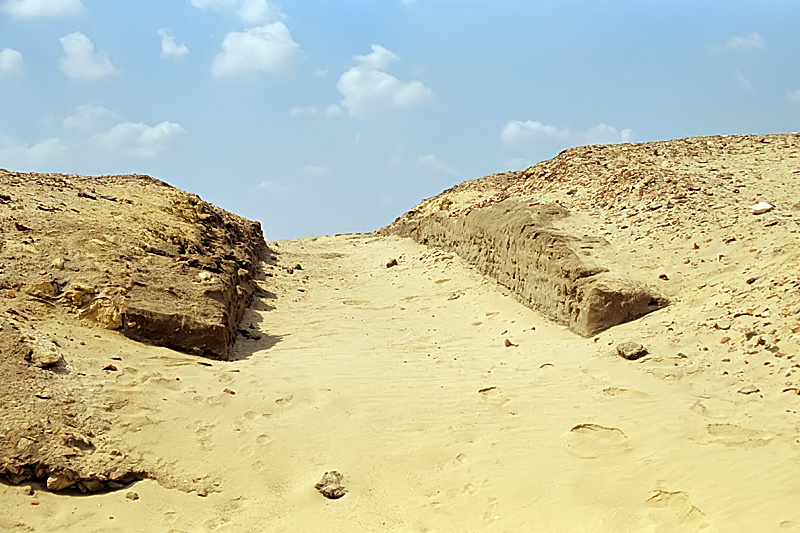
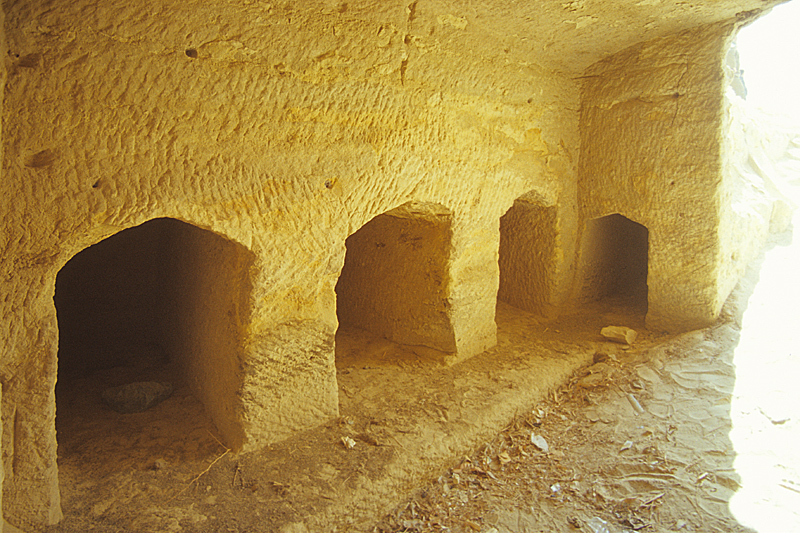
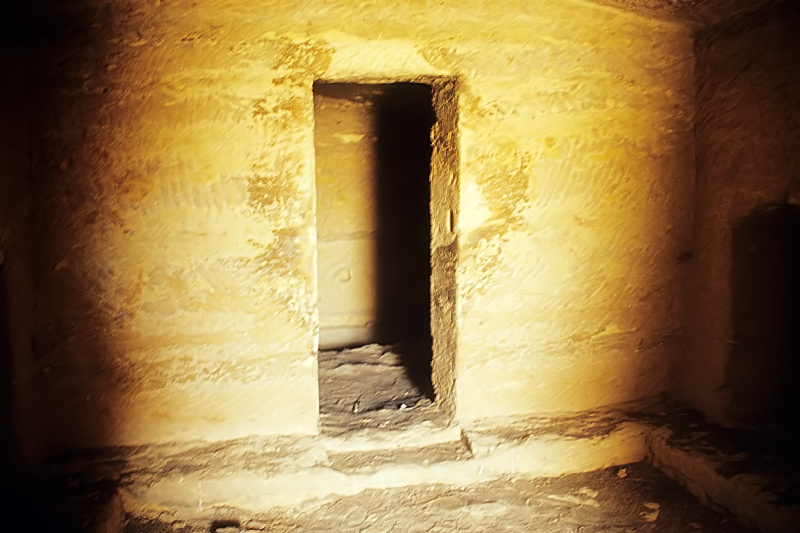
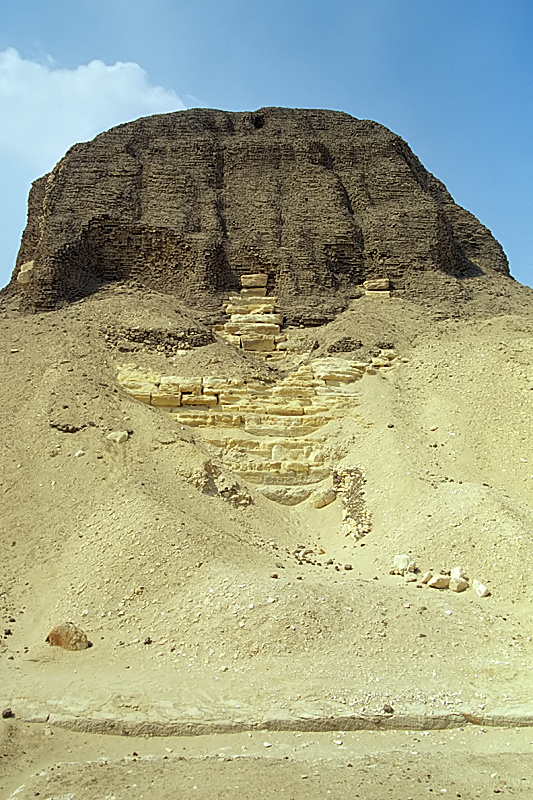